# Txatxalaca pigallada
La txatxalaca pigallada (Ortalis guttata) és una espècie d'ocell de la família dels cràcids (Cracidae) que habita zones de selva i bosc de l'est de Colòmbia, est de l'Equador, est del Perú, nord i est de Bolívia i Brasil amazònic. Ortalis columbiana, Ortalis squamata i Ortalis araucuam s'han considerat sovint subespècies d'Ortalis guttata.